# Stop Tyven
|  | Denne artikel er oprettet af botten PalnaBot ud fra en ekstern database. Den kan derfor have sproglige fejl eller mangler. Denne skabelon kan fjernes efter kontrol af indholdet. |

Stop Tyven er en stumfilm fra 1914 instrueret af Sofus Wolder efter manuskript af Alfred Kjerulf.